# Ola Brynhildsen
Ola Brynhildsen (født 27. april 1999) er en norsk professionel fodboldspiller, som spiller for Superliga-klubben FC Midtjylland og Norges landshold.

## Klubkarriere

### Stabæk
Brynhildsen begyndte sin karriere hos Stabæk, hvor han fik sin professionelle debut i maj 2017.

### Molde
Brynhildsen lavede i maj 2020 en aftale med Molde, og han skiftede officielt hermed til klubben i juli af samme år. Han spillede mere end 100 kampe på tværs af alle turneringer i sin tid hos Molde.

### Midtjylland
Brynhildsen skiftede i september 2023 til FC Midtjylland.

## Landsholdskarriere

### Ungdomslandshold
Brynhildsen har repræsenteret Norge på flere ungdomsniveauer.

### Seniorlandshold
Brynhildsen debuterede for Norges landshold den 17. november 2022.

## Titler
Molde
- Eliteserien: 1 (2022)
- Norgesmesterskapet: 1 (2021-22)